# 1. Liga (Tschechoslowakei) 1991/92
Die Spielzeit 1991/92 der 1. Liga war die 49. reguläre Austragung der höchsten Eishockeyspielklasse der Tschechoslowakei. Im Playoff-Finale setzte sich Dukla Trenčín mit 3:1 Siegen gegen die TJ Škoda Plzeň durch. Für die Mannschaft war es ihr erster tschechoslowakischer Meistertitel überhaupt. Zetor Brno stieg als Verlierer der Relegation gegen ŠKP PS Poprad in die zweite Spielklasse ab. Dessen Platz nahm der Motor České Budějovice ein, der die Liga-Qualifikation gegen den AC Nitra mit 3:1 Siegen gewonnen hatte.

## Modus
Gegenüber der Vorsaison wurde die Liga in zwei Gruppen zu je sieben Mannschaften aufgeteilt. Die Gesamtanzahl der Spiele pro Mannschaft betrug in der Hauptrunde 38 Spiele. Anschließend qualifizierten sich die zwei Gruppenbesten direkt für das Playoff-Viertelfinale, während die Mannschaften auf den Plätzen drei bis sechs in die Pre-Play-offs mussten.

## Hauptrunde

### West-Gruppe
| Pl. | Team              | Sp. | S  | U  | N  | Torv.   | Pkt. |
| --- | ----------------- | --- | -- | -- | -- | ------- | ---- |
| 1.  | TJ Škoda Plzeň    | 38  | 21 | 7  | 10 | 139:112 | 49   |
| 2.  | CHZ Litvínov      | 38  | 19 | 7  | 12 | 166:138 | 45   |
| 3.  | Dukla Jihlava     | 38  | 21 | 2  | 15 | 132:97  | 44   |
| 4.  | Poldi SONP Kladno | 38  | 16 | 10 | 12 | 134:138 | 42   |
| 5.  | Sparta ČKD Prag   | 38  | 17 | 5  | 16 | 146:127 | 39   |
| 6.  | Tesla Pardubice   | 38  | 17 | 5  | 16 | 130:123 | 39   |
| 7.  | Zetor Brno        | 38  | 8  | 4  | 26 | 113:169 | 20   |

### Ost-Gruppe
| Pl. | Team                    | Sp. | S  | U  | N  | Torv.   | Pkt. |
| --- | ----------------------- | --- | -- | -- | -- | ------- | ---- |
| 1.  | Dukla Trenčín           | 38  | 21 | 6  | 11 | 174:156 | 48   |
| 2.  | TJ Vítkovice            | 38  | 17 | 7  | 14 | 168:158 | 41   |
| 3.  | VSŽ Košice              | 38  | 16 | 5  | 17 | 140:130 | 37   |
| 4.  | AC ZPS Zlín             | 38  | 13 | 10 | 15 | 124:140 | 36   |
| 5.  | DS Olomouc              | 38  | 15 | 4  | 19 | 136:158 | 34   |
| 6.  | Slovan CHZJD Bratislava | 38  | 11 | 8  | 19 | 112:134 | 30   |
| 7.  | ŠKP PS Poprad           | 38  | 11 | 6  | 21 | 118:152 | 28   |

### Topscorer
Bester Torschütze der Liga wurde Žigmund Pálffy von Meister Dukla Trenčín, der in Hauptrunde und Playoffs zusammen insgesamt 41 Tore erzielte.
| Pl. | Name              | Team            | Spiele | Tore | Assists | Punkte |
| --- | ----------------- | --------------- | ------ | ---- | ------- | ------ |
| 1   | Roman Ryšánek     | TJ Vítkovice    | 38     | 17   | 33      | 50     |
| 2   | Žigmund Pálffy    | Dukla Trenčín   | 32     | 23   | 24      | 47     |
| 3   | Petr Fabián       | TJ Vítkovice    | 33     | 25   | 21      | 46     |
| 4   | Branislav Jánoš   | Dukla Trenčín   | 38     | 21   | 25      | 46     |
| 5   | Pavol Zúbek       | VSŽ Košice      | 35     | 18   | 28      | 46     |
| 6   | Kamil Kašťák      | CHZ Litvínov    | 38     | 18   | 22      | 42     |
| 7   | Jiří Dopita       | DS Olomouc      | 38     | 22   | 19      | 41     |
| 8   | Martin Straka     | TJ Škoda Plzeň  | 36     | 26   | 14      | 40     |
| 9   | Petr Hrbek        | Sparta ČKD Prag | 37     | 16   | 13      | 39     |
| 10  | Róbert Petrovický | Dukla Trenčín   | 33     | 17   | 21      | 38     |
| 11  | Jan Čaloun        | CHZ Litvínov    | 37     | 32   | 5       | 37     |

## Play-offs

### Play-off-Qualifikation
- Dukla Jihlava – HC Slovan Bratislava 6:0 (2:0,1:0,3:0)
- Dukla Jihlava – HC Slovan Bratislava 4:2 (1:0,0:1,3:1)
- HC Slovan Bratislava – Dukla Jihlava 1:2 (1:0,0:1,0:1)

Dukla Jihlava  besiegt  Slovan Bratislava klar mit 3:0.
- Poldi Kladno – DS Olomouc 5:4 (0:0,2:2,3:2)
- Poldi Kladno – DS Olomouc 2:1 (0:0,2:0,0:1)
- DS Olomouc – Poldi Kladno 4:5 (1:0,2:1,1:4)

Poldi Kladno setzt sich mit 3:0 Siegen klar gegen DS Olomouc durch.
- AC ZPS Zlín – Sparta ČKD Prag 2:1 n. P. (0:1,1:0,0:0,0:0)
- AC ZPS Zlín – Sparta ČKD Prag 4:8 (2:3,2:4,0:1)
- Sparta ČKD Prag – AC ZPS Zlín 4:1 (1:0,1:1,2:0)
- Sparta ČKD Prag – AC ZPS Zlín 4:3 n. P. (1:1,0:1,2:1,0:0)

Sparta ČKD Prag qualifiziert sich mit 3:1 Siegen für das Viertelfinale.
- VSŽ Košice – HC Pardubice 3:2 (0:1,1:0,2:1)
- VSŽ Košice – HC Pardubice 4:3 n. V. (1:1,1:1,1:1,1:0)
- HC Pardubice – VSŽ Košice 6:2 (1:0,5:0,0:2)
- HC Pardubice – VSŽ Košice 2:1 (0:1,1:0,1:0)
- VSŽ Košice – HC Pardubice 5:0 (0:0,2:0,3:0)

Der  VSŽ Košice bezwingt den HC Pardubice mit 3:2 Siegen.

### Turnierbaum
|  | Viertelfinale   | Viertelfinale |                |               | Halbfinale       | Halbfinale |  |  | Finale | Finale |
|  |                 |               |                |               |                  |            |  |  |        |        |
|  |                 |               |                |               |                  |            |  |  |        |        |
|  | TJ Škoda Plzeň  | 3             |                |               |                  |            |  |  |        |        |
|  | TJ Škoda Plzeň  | 3             |                |               |                  |            |  |  |        |        |
|  | Sparta ČKD Prag | 2             |                |               |                  |            |  |  |        |        |
|  | Sparta ČKD Prag | 2             | TJ Škoda Plzeň | 3             |                  |            |  |  |        |        |
|  |                 |               | TJ Škoda Plzeň | 3             |                  |            |  |  |        |        |
|  |                 | TJ Vítkovice  | 2              |               |                  |            |  |  |        |        |
|  | TJ Vítkovice    | TJ Vítkovice  | 2              | 3             |                  |            |  |  |        |        |
|  | TJ Vítkovice    |               |                | 3             |                  |            |  |  |        |        |
|  | Dukla Jihlava   | 2             |                |               |                  |            |  |  |        |        |
|  |                 |               | TJ Škoda Plzeň | 1             |                  |            |  |  |        |        |
|  |                 |               |                | Dukla Trenčín | 3                |            |  |  |        |        |
|  | Dukla Trenčín   | 3             |                |               |                  |            |  |  |        |        |
|  | Poldi Kladno    | 2             |                |               |                  |            |  |  |        |        |
|  | Poldi Kladno    | 2             | Dukla Trenčín  | 3             |                  |            |  |  |        |        |
|  |                 |               | Dukla Trenčín  | 3             | Spiel um Platz 3 |            |  |  |        |        |
|  |                 | CHZ Litvínov  | 1              |               |                  |            |  |  |        |        |
|  | CHZ Litvínov    | CHZ Litvínov  | 1              | 3             | CHZ Litvínov     | 2          |  |  |        |        |
|  | CHZ Litvínov    |               |                | 3             | CHZ Litvínov     | 2          |  |  |        |        |
|  | VSŽ Košice      | 0             |                | TJ Vítkovice  | 0                |            |  |  |        |        |
|  | VSŽ Košice      | 0             |                |               | 0                |            |  |  |        |        |
|  |                 |               |                |               |                  |            |  |  |        |        |

### Topscorer
| Pl. | Name            | Team            | Spiele | Tore | Assists | Punkte |
| --- | --------------- | --------------- | ------ | ---- | ------- | ------ |
| 1   | Žigmund Pálffy  | Dukla Trenčín   | 13     | 18   | 8       | 26     |
| 2   | Petr Fabián     | TJ Vítkovice    | 11     | 11   | 12      | 23     |
| 3   | Branislav Jánoš | Dukla Trenčín   | 12     | 7    | 11      | 18     |
| 4   | Roman Ryšánek   | TJ Vítkovice    | 12     | 7    | 8       | 15     |
| 5   | Jan Čaloun      | CHZ Litvínov    | 9      | 7    | 7       | 14     |
| 6   | Kamil Kašťák    | CHZ Litvínov    | 9      | 7    | 6       | 13     |
| 7   | Petr Hrbek      | Sparta ČKD Prag | 9      | 7    | 5       | 12     |
| 8   | Róbert Švehla   | Dukla Trenčín   | 13     | 7    | 5       | 12     |
| 9   | Robert Kysela   | CHZ Litvínov    | 9      | 5    | 7       | 12     |
| 10  | Milan Volák     | TJ Škoda Plzeň  | 10     | 10   | 1       | 11     |

### Meistermannschaft von Dukla Trenčín
| Logo | Torhüter      | Vladimír Hiadlovský, Igor Murín |
| Logo | Abwehrspieler | Milos Holaň, Jaroslav Modrý, Milan Nedoma, Róbert Švehla, Ľubomír Sekeráš, Marián Smerčiak, Ernest Bokroš |
| Logo | Stürmer       | Jaroslav Brabec, Dusan Gregor, Miroslav Hanták, Miroslav Hlinka, Branislav Jánoš, Lubomir Kolník, Roman Kontšek, Martin Madový, Ján Pardavý, Róbert Petrovický, Pavel Pýcha, Žigmund Pálffy, Marian Uharček, Josef Zajíc |
| Logo | Trainer       | Július Šupler |

## Auszeichnungen
Quelle: hokej.snt.cz, hockeyarchives.info
- Zlatá hokejka: Róbert Švehla (Dukla Trenčín)

Top TIPu
- Bester Torhüter: Oldřich Svoboda (Dukla Jihlava)
- Bester Verteidiger: Róbert Švehla (Dukla Trenčín)
- Bester Stürmer:  Žigmund Pálffy (Dukla Trenčín)

Weitere Auszeichnungen
- Bester Torhüter: Rudolf Pejchar (Škoda Plzeň)
- Bester Rookie: David Výborný (Sparta Prag)
- MVP der Play-offs: Róbert Petrovický (Dukla Trenčín)
- Fair-play Trophäe: Luboš Pázler (Sparta Prag)
- Bester Trainer: Július Šupler (Dukla Trencín)
- Bester Schiedsrichter: Anton Danko
- Beste Sturmreihe: Žigmund Pálffy, Róbert Petrovický, Branislav Jánoš (Dukla Trenčín)
- Bester rechter Flügelspieler: Patrik Augusta (Dukla Jihlava)
- Topscorer: Žigmund Pálffy (Dukla Trenčín)
- Bester Torschütze: Žigmund Pálffy (Dukla Trenčín)
- Bester Vorlagengeber: Roman Ryšánek (TJ Vítkovice)
- Punktbester Verteidiger: Róbert Švehla (Dukla Trenčín)

All-Star TeamOldřich Svoboda (Jihlava); Jirí Jonak (Plzeň) – Róbert Švehla (Trencín); Róbert Petrovický (Trencín) – Martin Straka (Plzeň) – Žigmund Pálffy (Trencín)